# Józef Zajączkowski (1841–1906)

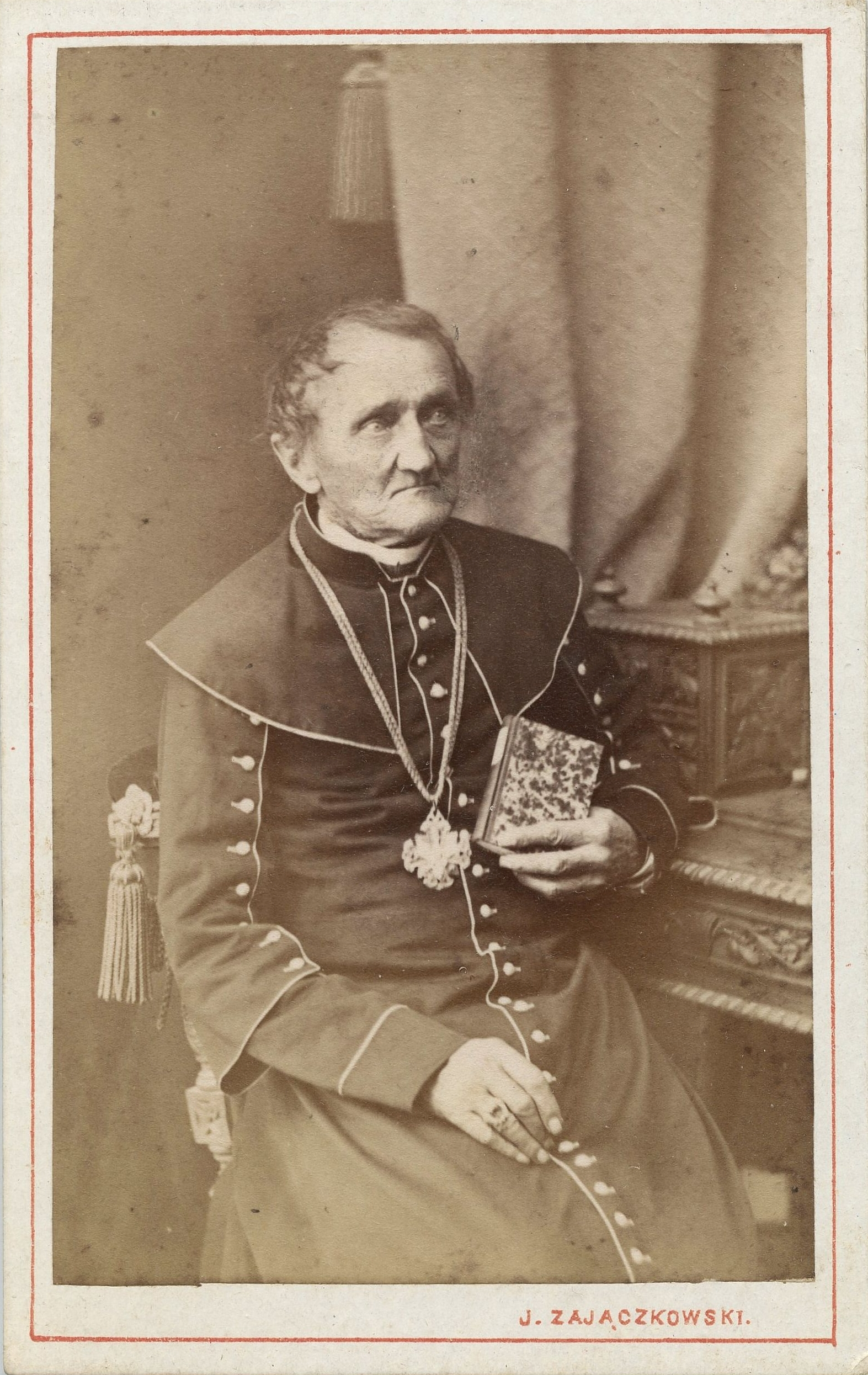
Portret Leopolda Olcyngiera wykonany w zakładzie Józefa Zajączkowskiego w Rzeszowie

Józef Zajączkowski (ur. 23 lutego 1841 w Rzeszowie, zm. 28 grudnia 1906 w Jaśle) – polski fotograf, właściciel zakładów fotograficznych w Rzeszowie, Krośnie i Jaśle.
W literaturze bywa błędnie utożsamiany z Józefem Zajączkowskim (1817–1905), malarzem, fotografem czynnym w Zgierzu, Łodzi i Krakowie, naczelnikiem miejski Łodzi w czasie powstania styczniowego, a także ze swoim synem, Józefem Zajączkowskim (ur. 1871), prowadzącym w Krośnie zakład fotograficzny „Wisła”.

## Życiorys
Był synem Jakuba i Klary Feit. Uczył się w Rzeszowie i Jarosławiu, a następnie przez trzy lata w Szkole Sztuk Pięknych przy Instytucie Technicznym w Krakowie. W trakcie nauki zaangażował się w działalność konspiracyjną, którą jednak odkryły władze austriackie i w grudniu 1858 roku zaaresztowały ośmiu członków grupy, w tym Zajączkowskiego. Został oskarżony o zdradę i w 1859 roku skazano go na pięć lat ciężkiego więzienia. Sąd najwyższy karę tę zmniejszył do dwóch lat. Po odbyciu wyroku Zajączkowski bezskutecznie starał się o ponowne przyjęcie na studia, w związku z czym rozpoczął działalność fotograficzną.
W 1864 roku otworzył zakład fotograficzny w Rzeszowie. Działał również w samorządzie miejskim, uzyskując w latach 1876–1879 i 1879–1882 mandat radnego w wyborach do Rady Miasta. Był także jednym z założycieli Ochotniczej Straży Pożarnej w Rzeszowie w 1872 roku. Pod koniec 1884 roku przeniósł się do Jasła, gdzie otworzył zakład przy ul. Basztowej 31. Przez pewien czas działał też w Krośnie.
W 1865 roku wziął ślub z Krystyną Anną Wychowańską z Krakowa. Mieli pięcioro dzieci: Władysława (ur. 1866), Julię (ur. 1868), Tadeusza (ur. i zm. 1869), Józefa (ur. 1871) oraz Ewę (ur. 1874). Dwóch synów, Józef i Władysław, również prowadzili działalność fotograficzną. Józef (który podpisywał się jako „Józef Zajączkowski junior”) prowadził w Krośnie zakład fotograficzny „Wisła”, wydał serię kart pocztowych z widokami zamków oraz albumy: Album starych warowni polskich w Zachodniej Galicyi (1902) i Odrzykoń pod Krosnem.